# Glüder

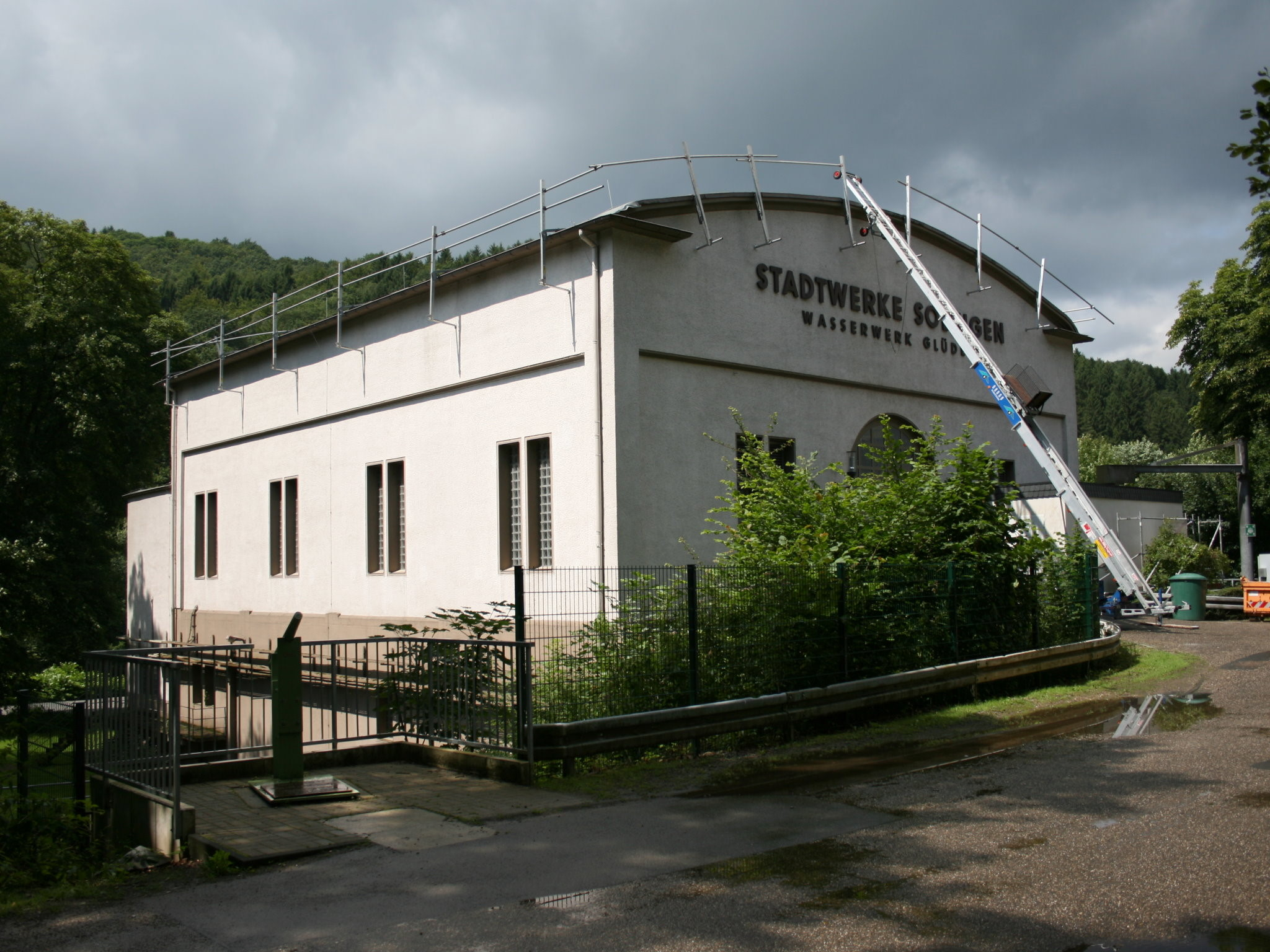
Turbinenhaus Wasserwerk Glüder in Strohn

Glüder ist eine aus einer Hofschaft hervorgegangene Ortslage in der kreisfreien bergischen Großstadt Solingen in Nordrhein-Westfalen. 

## Lage und Beschreibung
Glüder befindet sich im Süden des Solinger Stadtbezirks Burg/Höhscheid an der Grenze zu Leichlingen gegenüber der Mündung des Sengbachs und des Hammersbachs. Der Ort liegt im Tal der Wupper auf einer Höhe von 85 bis 90 Meter über NHN.
Durch den Ort verläuft die Kreisstraße 4, die Solingen über die Wupper hinweg mit dem Leichlinger Ortsteil Witzhelden verbindet. Zu den Einrichtungen in Glüder zählen ein Campingplatz und ein Minigolfplatz, früher war hier zudem noch ein Märchenwald angesiedelt. Der ehemalige Landgasthof mit Tanzsaal beherbergte von 1979 bis 1992 die Diskothek Getaway und steht nach zeitweiser Nachnutzung als Ausflugslokal nun wieder leer. 
Durch Glüder verlaufen mehrere markierte Wanderwege, wie beispielsweise der Klingenpfad, der Wupperweg, der Schlösserweg und der Landrat-Lucas-Weg. Lokale Wanderwege führen zu den benachbarten Sehenswürdigkeiten und Wanderzielen wie unter anderem Schloss Burg, Sengbachtalsperre, Balkhauser Kotten oder dem Rüdenstein. 
Das wenige hundert Meter flussaufwärts liegende städtische Wasserwerk ist ebenfalls nach Glüder benannt, befindet sich aber in der Nachbarortschaft Strohn. Es bereitet Oberflächenwasser aus der Sengbachtalsperre auf und pumpt es als Trinkwasser in das städtische Trinkwassernetz. Das zugehörige Turbinenhaus an der Wupper beherbergt ein Laufwasserkraftwerk und eine weitere Turbine, die von dem Grundablass der Sengbachtalsperre gespeist wird.
Glüder ist eine der Pegelmessstellen an der Wupper. Nur wenige hundert Meter südöstlich befindet sich im Wald die Ringwallanlage Heidenkeller, eine als Kulturdenkmal ausgewiesene Wallburg.
Benachbarte Orte sind bzw. waren (von Nord nach West): Pfaffenberg, Kirschbaumskotten, Strohn, Strohnerhöh, Brachhausen, Flamerscheid, Raderhof sowie Balkhauser Kotten. 

## Geschichte
Glüder wurde erstmals im Jahre 1633 urkundlich erwähnt. Der Ort bestand ursprünglich nur aus einem Hof südlich der Wupper auf dem Gebiet des Kirchspiels und der Honschaft Witzhelden im bergischen Amt Miselohe. Die Karte Topographia Ducatus Montani aus dem Jahre 1715 zeigt den Hof unter dem Namen Glüder, keine Siedlung aber auf heute Solinger Gebiet nördlich der Wupper. Das Witzheldener Glüder südlich der Wupper bestand bis zum 20. Jahrhundert mit Wohnhäusern und einem Schleifkotten am Sengbach. Die Topographische Aufnahme der Rheinlande von 1824 und die Preußische Uraufnahme von 1844 verzeichnen Siedlungsstellen zu beiden Seiten der Wupper, die größere jeweils auf heute Solinger Stadtgebiet. Auch der Kaiserskotten am Sengbach ist auf beiden eingezeichnet. Der Teil nördlich der Wupper gehörte im 19. Jahrhundert zur Honschaft Balkhausen erst im Gericht Solingen des bergischen Amt Solingen, dann zu der Bürgermeisterei Dorp.
1815/16 lebten elf Einwohner im Witzheldener Teil von Glüder, im Dorper Teil waren es 21. 1832 gehörte der Teil Glüders südlich der Wupper dem Kirchspiel Witzhelden der Bürgermeisterei Burscheid an, der Teil nördlich weiterhin der Bürgermeisterei Dorp. Die laut der Statistik und Topographie des Regierungsbezirks Düsseldorf beide jeweils als Hofstadt kategorisierten Orte besaßen zu dieser Zeit sieben Wohnhäuser (drei zu Witzhelden, vier zu Dorp), einen Schleifkotten (zu Witzhelden) und zwölf landwirtschaftliche Gebäude (fünf zu Witzhelden, sieben zu Dorp). Zu dieser Zeit lebten 36 Einwohner im Ort (elf zu Witzhelden, 25 zu Dorp), allesamt evangelischen Glaubens.
Aufgrund der Gemeindeordnung für die Rheinprovinz erhielt 1845 das Kirchspiel Witzhelden den Status einer Gemeinde, schied aus der Bürgermeisterei Burscheid aus und bildete ab 1850 eine eigene Bürgermeisterei. Im Gemeindelexikon für die Provinz Rheinland werden 1885 für das Witzheldener Glüder zwei Wohnhäuser mit 13 Einwohnern angegeben, für das Dorper sieben Wohnhäuser mit 34 Einwohnern.
1889 wurde die Bürgermeisterei Dorp in die Stadt Solingen eingemeindet und der Teil von Glüder nördlich der Wupper kam zu Solingen. 1895 besitzt der Witzheldener Teil von Glüder ein Wohnhaus mit zwei Einwohnern, der Solinger Teil sechs Wohnhäuser und 28 Einwohner. 1905 werden für das Solinger Glüder zwei Wohnhäuser und 26 Einwohner angegeben, für das Witzheldener Glüder sind keine Angaben mehr verzeichnet, da mit dem Bau der Sengbachtalsperre alle Gebäude des Witzheldener Glüders niedergelegt wurden.
Aufgrund des Düsseldorf-Gesetzes wurde die Gemeinde Witzhelden unter Gebietsabgabe des Bereichs um die Sengbachtalsperre an Solingen in die Stadt Leichlingen eingemeindet. Der ehemalige Siedlungsbereich des Witzheldener Glüders kam so auch in das Solinger Stadtgebiet.

## Hochwasser
Bei dem verheerenden Hochwasserereignis Mitte Juli 2021 wurden infolge von anhaltendem Starkregen große Teile des Ortes überschwemmt, besonders betroffen war der direkt an der Wupper gelegene Campingplatz. Dort wurden mehrere Wohnwagen vom Wasser vollständig weggespült, sie richteten an den flussabwärts gelegenen Brückenbauwerken teils schwere Schäden an. In Glüder war am 16. Juli 2021 auch Bundesumweltministerin Svenja Schulze vor Ort, um sich ein Bild von den Zerstörungen zu machen.